# Anne Pippin Burnett
Anne Pippin Burnett (* 10. Oktober 1925 in Salt Lake City, Utah; † 22. oder 23. April 2017 in Kingston, Ontario) war eine US-amerikanische Klassische Philologin.

## Leben
Anne Pippin Burnett studierte am Swarthmore College (B.A. 1946), an der Columbia University (M.A. 1947) und an der University of California, Berkeley, wo sie ab 1952 als Research Assistant arbeitete und 1953 zum Ph.D. promoviert wurde. Von 1957 bis 1958 arbeitete sie als Instructor in Classics am Vassar College, von 1960 bis 1961 als Redakteurin und Übersetzerin beim Verlag Hachette in Paris. Anschließend arbeitete sie als Assistant Professor, Associate Professor und Professor of Classical Languages and Literature an der University of Chicago. Seit 1990 war sie emeritiert.
Burnett war 1978 Martin Lecturer am Oberlin College, 1984 Mary White Lecturer am Trinity College der University of Toronto, 1989/1990 Walsh Lecturer an der Universität Chicago und 1993/1994 Sather Professor an der Universität Berkeley.
Anne Pippin Burnett beschäftigte sich besonders mit der archaischen und frühklassischen Dichtung der Griechen. Sie verfasste Aufsätze und Monografien zu den Lyrikern (besonders Pindar, aber auch Archilochos, Alkaios, Sappho, Bacchylides und Stesichoros) und zur attischen und hellenistischen Tragödie (besonders Euripides). Sie starb am 22. oder 23. April 2017 im Alter von 91 Jahren.

## Schriften (Auswahl)
- Euripides: Ion, a Translation with Commentary. Upper Saddle River: Prentice Hall 1970
- Catastrophe Survived: Euripides’ Plays of Mixed Reversal. Oxford 1971
- Three Archaic Poets: Archilochus, Alcaeus, Sappho. London 1983. Paperback, Bristol 1998
- The Art of Bacchylides. Cambridge 1985 (Martin Classical Lectures 29)
- Revenge in Attic and Later Tragedy. Berkeley/Los Angeles 1998 (Sather Classical Lectures). ISBN 0-520-21096-4
- Pindar’s Songs for Young Athletes of Aigina. Oxford 2005. ISBN 978-0-19-927794-0
- Pindar. Ancients in Action. London 2008
- Pindar: Odes for Victorious Athletes. Baltimore 2010. ISBN 978-0-8018-9574-6